# موکراکاری
موکراکاری (به لاتین: Mukrakari) یک منطقهٔ مسکونی در روسیه است که در شهرستان داخادایفسکی واقع شده‌است.